# 1416
1416. је била проста година.